# Conrad Buff IV
Conrad Buff IV (Los Angeles, 8 de julho de 1948) é um editor estadunidense. Venceu o Oscar de melhor direção de arte na edição de 1998 por Titanic, ao lado de James Cameron e Richard A. Harris.